# Liste des sénateurs de la XLVIIe législature du Congrès national du Chili
Cet article dresse la liste des sénateurs de la XLVIIe législature du Congrès national du Chili. Les parlementaires ont été élus lors des élections parlementaires de 1973 dans 10 circonscriptions correspondants aux 26 provinces du Chili. Elle présente les élus par l'ordre des circonscriptions et selon leur appartenance partisane.

## Liste par circonscriptions

### 1recirconscription
La 1re circonscription est composée des deux provinces de Tarapacá et Antofagasta.
| Nom | Nom                               | Parti | Parti    |
| --- | --------------------------------- | ----- | -------- |
|     | Luis Valente Rossi (es)           |       | PPCh     |
|     | Ramón Silva Ulloa (es)            |       | USP (es) |
|     | Juan de Dios Carmona Peralta (es) |       | PDC      |
|     | Osvaldo Olguín Zapata (es)        |       | PDC      |
|     | Víctor Contreras Tapia (es)       |       | PPCh     |

### 2ecirconscription
La 2e circonscription est composée des deux provinces de Atacama et Coquimbo.
| Nom | Nom                         | Parti | Parti |
| --- | --------------------------- | ----- | ----- |
|     | Alejandro Noemi Huerta (es) |       | PDC   |
|     | Andrés Zaldívar             |       | PDC   |
|     | Hugo Miranda (es)           |       | PR    |
|     | Luis Aguilera Báez (es)     |       | PS    |
|     | Julieta Campusano (es)      |       | PPCh  |

### 3ecirconscription
La 3e circonscription est composée des deux provinces de Aconcagua et Valparaíso.
| Nom | Nom                       | Parti | Parti    |
| --- | ------------------------- | ----- | -------- |
|     | Luis Bossay (es)          |       | PIR (es) |
|     | Pedro Ibáñez Ojeda (es)   |       | PN       |
|     | Luis Corvalán             |       | PPCh     |
|     | Benjamín Prado Casas (es) |       | PDC      |
|     | Hugo Ballesteros (es)     |       | PDC      |

### 4ecirconscription
La 4e circonscription est composée de la province de Santiago.
| Nom | Nom                      | Parti | Parti |
| --- | ------------------------ | ----- | ----- |
|     | Sergio Onofre Jarpa      |       | PN    |
|     | Eduardo Frei Montalva    |       | PDC   |
|     | José Musalem Saffie (es) |       | PDC   |
|     | Carlos Altamirano Orrego |       | PS    |
|     | Volodia Teitelboim       |       | PPCh  |

### 5ecirconscription
La 5e circonscription est composée des provinces de O’Higgins et Colchagua.
| Nom | Nom                          | Parti | Parti |
| --- | ---------------------------- | ----- | ----- |
|     | Víctor García Garzena (es)   |       | PN    |
|     | Anselmo Sule (es)            |       | PR    |
|     | Rafael Moreno Rojas (es)     |       | PDC   |
|     | Ricardo Valenzuela Sáez (es) |       | PDC   |
|     | María Elena Carrera (es)     |       | PS    |

### 6ecirconscription
La 6e circonscription est composée des provinces de Curicó, Talca, Linares et Maule.
| Nom | Nom                         | Parti | Parti |
| --- | --------------------------- | ----- | ----- |
|     | Patricio Aylwin             |       | PDC   |
|     | José Foncea (es)            |       | PDC   |
|     | Sergio Diez (es)            |       | PN    |
|     | Alejandro Toro Herrera (es) |       | PPCh  |
|     | Erich Schnake (es)          |       | PS    |

### 7ecirconscription
La 7e circonscription est composée des provinces de Ñuble, Concepción et d'Arauco.
| Nom | Nom                              | Parti | Parti    |
| --- | -------------------------------- | ----- | -------- |
|     | Alberto Jerez Horta (es)         |       | IC (es)  |
|     | Tomás Pablo (es)                 |       | PDC      |
|     | Jorge Montes (es)                |       | PPCh     |
|     | Humberto Aguirre (es)            |       | PIR (es) |
|     | Francisco Bulnes Sanfuentes (es) |       | PN       |

### 8ecirconscription
La 8e circonscription est composée des provinces de Biobío, Malleco et de Cautín.
| Nom | Nom                         | Parti | Parti |
| --- | --------------------------- | ----- | ----- |
|     | Patricio Phillips (es)      |       | PN    |
|     | Jaime Suárez Bastidas (es)  |       | PS    |
|     | Ernesto Araneda (es)        |       | PPCh  |
|     | Renán Fuentealba Moena (es) |       | PDC   |
|     | Jorge Lavandero (es)        |       | PDC   |

### 9ecirconscription
La 9e circonscription est composée des provinces de Valdivia, Osorno et de Llanquihue.
| Nom | Nom                        | Parti | Parti    |
| --- | -------------------------- | ----- | -------- |
|     | Américo Acuña (es)         |       | PIR (es) |
|     | Julio von Mühlenbrock (es) |       | PN       |
|     | Luis Papic Ramos (es)      |       | PDC      |
|     | Narciso Irureta (es)       |       | PDC      |
|     | Aniceto Rodríguez (es)     |       | PS       |

### 10ecirconscription
La 10e circonscription est composée des provinces de Valdivia, d'Aysén et de Magallanes.
| Nom | Nom                            | Parti | Parti |
| --- | ------------------------------ | ----- | ----- |
|     | Fernando Ochagavía Valdés (es) |       | PN    |
|     | Adonis Sepúlveda (es)          |       | PS    |
|     | Luis Godoy Gómez (es)          |       | PPCh  |
|     | Juan Hamilton (es)             |       | PDC   |
|     | Alfredo Macario Lorca (es)     |       | PDC   |